# 高橋香織 (ヴァイオリニスト)
高橋 香織（たかはし かおり）は日本のヴァイオリニスト、ヴィオリスト。
父はヴィオラ奏者。4歳からヴァイオリンを始める。KAO'S！ SESSION"を率い、レコーディングや、エレクトリックヴァイオリニスト、アコースティックヴァイオリニスト、ヴィオラ奏者としても活動。
夫である仙波清彦はじめ、坂田明、村上"ポンタ"秀一、渡辺等、小川美潮、板倉文、鬼怒無月、梅津和時、千野秀一、柴草玲、金子飛鳥等と様々なセッションで共演。

## 経歴
父はヴィオラ奏者。4歳からヴァイオリンを始め、寺井尚子や天満敦子も生徒だったというNHK教育テレビのレッスン番組『バイオリンのおけいこ』に生徒として出演。江藤俊哉から指導を受ける。
その後、桐朋学園大学に進学、卒業、研究科にすすむ。
田崎真珠（株）の奨学金を得てスイスのグシュタードにあるインターナショナル・メニューイン・ミュージック・アカデミーに留学。
1988年、国立ベルリン芸術大学入学。在学中から、主に現代曲の分野でリサイタルやコンサート、フェスティバル、第1回環大西洋音楽祭等で活動。
1992年同大学首席卒業後、ダルムシュタット夏期国際現代音楽セミナー演奏家賞受賞。その後、デュッセルドルフの現代曲アンサンブルのメンバーとなる。
1993年帰国。
1998年から国際交流基金主催によるアジアツアー"エイジアン・ファンタジィ・オーケストラ"に参加。日本各地をはじめインド、ヴェトナム、フィリピン、タイ等で演奏。

## 注
1. ↑  プロフィール、全音サイト内
2. ↑  プロフィール、公式サイト